# Giacomo Sutter
Giacomo Michele Sutter (Mathon, 27 settembre 1873 – Trento, 13 ottobre 1939) è stato un imprenditore svizzero.
Nato nel canton Grigioni ma cresciuto ad Airolo, Sutter fu noto in Italia per aver costruito diverse linee ferroviarie.

## Biografia
Laureatosi in ingegneria al Politecnico di Zurigo nell'ultimo decennio del XIX secolo, aprì giovanissimo all'inizio del XX secolo uno studio di ingegneria a Zurigo.
Si fece notare a partire dal 1904 per alcuni studi di geodesia e trigonometria, poi abbandonati per la progettazione e la costruzione svariate opere al di fuori della Svizzera: il suo primo lavoro fu la costruzione di una centrale elettrica a Bayonne. Nel 1908 giunse in Italia, dove nel 1910 iniziò i lavori per la costruzione della ferrovia Asti-Chivasso, inaugurata due anni dopo con un anticipo di cinque mesi sulla data prevista.
Nel 1911 ottenne la concessione per la costruzione e l'esercizio di una ferrovia elettrica a scartamento ridotto da Domodossola al confine svizzero. L'impresa Sutter iniziò i lavori per la costruzione nel marzo 1913, ma fu costretta a interromperli nel successivo mese di novembre per il fallimento della banca finanziatrice; ripresi nel marzo 1914, i lavori furono nuovamente fermati a causa della prima guerra mondiale, per riprendere nel 1918. Nel frattempo (1912) Sutter aveva ceduto la concessione per la linea alla neocostituita Società Subalpina Imprese Ferroviarie (SSIF).
Durante gli anni della Prima guerra mondiale Sutter fu molto attivo: nel 1915 diresse la costruzione delle officine meccaniche della Società Partenopea per Imprese Metallurgiche ed Elettriche; l'anno successivo costituì la società in nome collettivo Sutter & Thèvenot per la produzione di esplosivi, con stabilimenti a Castellazzo di Bollate che ospitavano fino a 1.500 operai e operaie e in cui, la mattina del 7 giugno 1918, si verificò una terribile esplosione che distrusse la fabbrica provocando la morte di cinquantanove operai e oltre trecento feriti, soprattutto donne e ragazze del luogo. 
Creò inoltre l'impresa G. Sutter, installando a Villeneuve una centrale elettrica, ed eresse tra il 1917 e il 1918 gli stabilimenti della società Fratelli Galtarossa a Domodossola, oltre a due imprese per l'utilizzo di materiali da costruzione a Visso e Fondotoce.
Nel 1923 Sutter divenne presidente della SSIF, che inaugurò nello stesso anno la ferrovia Domodossola-Locarno (nota anche come "Vigezzina") e assunse, sempre nel 1923, la gestione della navigazione sul lago Maggiore, ammodernandone la flotta. Sutter, per conto della SSIF (la quale aveva ottenuto la concessione nel 1912), costruì anche la ferrovia Spoleto-Norcia aperta nel 1926. Nel 1925 Sutter fu nominato presidente del consiglio di amministrazione delle Ferrovie Regionali Ticinesi (FRT), controparte elvetica della SSIF nella gestione della Domodossola-Locarno, mantenendo la carica fino al 1929.
Presidente anche della società La Ferroviaria Italiana (LFI), Sutter diresse i lavori di elettrificazione della ferrovia Arezzo-Sinalunga, aperta nel 1930.
Estromesso dall'incarico di presidente della SSIF per ragioni politiche, Sutter si trasferì in Trentino, dove a metà anni trenta costituì la Società Anonima Trasporti Pubblici (SATP), rilevando l'esercizio della tranvia Trento-Malé.
Si spense a Trento all'età di 65 anni, a causa di un infarto.